# Mahir Emreli
Mahir Anar oğlu Emreli (* 1. července 1997) je ázerbájdžánský profesionální fotbalista, který hraje na pozici útočníka za německý klub 1. FC Norimberk. Narodil se v Rusku, ale hraje za ázerbájdžánský národní tým.

## Klubová kariéra
Emreli debutoval v ázerbájdžánské Premier League za FK Baku 27. září 2014 v zápase proti týmu Araz-Naxçıvan.

### Karabach
Dne 16. července 2015 podepsal Emreli tříletou smlouvu s klubem FK Karabach.
Dne 23. srpna 2015 Mahir debutoval a vstřelil svůj první gól za Karabach při venkovním vítězství 2:0 nad Shuvalanem.
Emreli debutoval v evropských pohárech v roce 2016 proti lucemburskému týmu F91 Dudelange ve druhém kole kvalifikace Ligy mistrů UEFA, které skončilo 2:0 pro Karabach.
Dne 15. září 2016 debutoval v zápase skupinové fáze Evropské ligy UEFA proti FC Slovan Liberec.
Svůj první gól v evropských pohárech vstřelil při domácím vítězství 1:0 nad Kodaní v play-off kvalifikace Ligy mistrů UEFA 2017/18.
Emreli debutoval 12. září 2017 v zápase skupinové fáze Ligy mistrů UEFA proti Chelsea na Stamford Bridge. Mahir odehrál pět zápasů ve skupinové fázi Ligy mistrů UEFA.
Dne 18. srpna 2020 Emreli, který skóroval proti FK Sileks v prvním kole kvalifikace Ligy mistrů UEFA, oslavil svůj gól pozdravem ázerbájdžánským vojákům sloužícím na frontové linii během pohraničních střetů s Arménií.

### Legia Varšava
Dne 8. června 2021 Legia Varšava oznámila, že s Emrelim podepsala smlouvu do 30. června 2024.
Dne 17. června 2021 Emreli debutoval a vstřelil svůj první gól za Legii při přátelském vítězství 5:0 nad SK Bischofshofen. Svůj první soutěžní gól za Legii vstřelil 7. července 2021 v zápase prvního předkola Ligy mistrů UEFA proti norskému mistrovi Bodø/Glimt.
Dne 26. srpna 2021 během zápasu play-off Evropské ligy UEFA 2021/22 proti Slavii Praha, po prohraném prvním poločase 0:1, vstřelil Emreli dva góly a zajistil Legii postup do skupinové fáze turnaje. Vytvořil jedinečný rekord bodováním ve všech soutěžích, kterých se zúčastnil.
V prosinci 2021 se Emreli stal jednou z obětí útoku chuligánů na autobus vracející se po zápase Ekstraklasy proti Wisłe Płock. Po tomto incidentu se Emreli rozhodl za Legii dál nehrát. Dne 2. února 2022 po vzájemné dohodě vypověděl smlouvu.

### Dinamo Záhřeb
Několik hodin po odchodu z Legie byl Emreli oznámen jako nový hráč Dinama Záhřeb v chorvatské první fotbalové lize.
Dne 24. srpna 2022 hrál Emreli v zápase play-off proti FK Bodø/Glimt, přičemž Dinamo Záhřeb vyhrálo 4:1 a zajistilo si účast ve skupinové fázi Ligy mistrů UEFA 2022/23.

#### Hostování v Konyasporu
Dne 14. února 2023 byl Emreli zapůjčen do klubu Süper Lig Konyaspor na konec sezóny 2022/23 s opcí na trvalý přestup na konci sezóny.

### Norimberk
Dne 6. srpna 2024 Emreli přestoupil do klubu 1. FC Norimberk hrající 2. Bundesligu.

## Reprezentační kariéra

### Mládežnické kategorie
S Ázerbájdžánem vyhrál Islámské hry solidarity. Do týmu byl vybrán trenérem Jašarem Vahabzadem, objevil se v pěti zápasech a ve finále vstřelil dva góly, kterými pomohl porazit Omán.

### Seniorská kategorie
Emreli debutoval v reprezentaci Ázerbájdžánu 9. března 2017 v přátelském zápase proti Kataru.
Svůj první gól za Ázerbájdžán vstřelil 29. května 2018 v přátelském zápase proti Kyrgyzstánu.

## Sponzorství
V roce 2018 podepsal Emreli sponzorskou smlouvu s americkým dodavatelem sportovního oblečení a vybavení, společností Nike.

## Statistiky

### Klubové
Platí k zápasu hranému 26. května 2024.
| Klub                  | Sezóna            | Liga                          | Liga   | Liga | Národní pohár | Národní pohár | Kontinentální | Kontinentální | Ostatní | Ostatní | Celkově | Celkově |
| Klub                  | Sezóna            | Soutěž                        | Zápasy | Góly | Zápasy        | Góly          | Zápasy        | Góly          | Zápasy  | Góly    | Zápasy  | Góly    |
| --------------------- | ----------------- | ----------------------------- | ------ | ---- | ------------- | ------------- | ------------- | ------------- | ------- | ------- | ------- | ------- |
| Baku                  | 2014/15           | Ázerbájdžánská Premier League | 17     | 0    | 3             | 1             | —             | —             | —       | —       | 20      | 1       |
| Karabach              | 2015/16           | Ázerbájdžánská Premier League | 16     | 7    | 5             | 1             | 0             | 0             | —       | —       | 21      | 8       |
| Karabach              | 2016/17           | Ázerbájdžánská Premier League | 21     | 3    | 5             | 3             | 6             | 0             | —       | —       | 32      | 6       |
| Karabach              | 2017/18           | Ázerbájdžánská Premier League | 24     | 8    | 2             | 0             | 11            | 1             | —       | —       | 37      | 9       |
| Karabach              | 2018/19           | Ázerbájdžánská Premier League | 27     | 16   | 4             | 0             | 14            | 0             | —       | —       | 45      | 16      |
| Karabach              | 2019/20           | Ázerbájdžánská Premier League | 16     | 7    | 2             | 1             | 12            | 2             | —       | —       | 30      | 10      |
| Karabach              | 2020/21           | Ázerbájdžánská Premier League | 22     | 18   | 3             | 2             | 6             | 2             | —       | —       | 31      | 22      |
| Karabach              | Celkově           | Celkově                       | 126    | 59   | 21            | 7             | 49            | 5             | —       | —       | 216     | 72      |
| Legia Varšava         | 2021/22           | Ekstraklasa                   | 15     | 2    | 3             | 1             | 14            | 7             | 1       | 1       | 33      | 11      |
| Dinamo Záhřeb         | 2021/22           | Prva HNL                      | 8      | 2    | 0             | 0             | 2             | 0             | —       | —       | 10      | 2       |
| Dinamo Záhřeb         | 2022/23           | Prva HNL                      | 10     | 3    | 0             | 0             | 3             | 0             | —       | —       | 13      | 3       |
| Dinamo Záhřeb         | 2023/24           | Prva HNL                      | 14     | 4    | 1             | 1             | 9             | 0             | 0       | 0       | 24      | 5       |
| Dinamo Záhřeb         | Celkově           | Celkově                       | 32     | 9    | 1             | 1             | 14            | 0             | 0       | 0       | 47      | 10      |
| Konyaspor (hostování) | 2022/23           | Süper Lig                     | 12     | 2    | —             | —             | —             | —             | —       | —       | 12      | 2       |
| Celkově v kariéře     | Celkově v kariéře | Celkově v kariéře             | 202    | 72   | 28            | 10            | 77            | 12            | 1       | 1       | 308     | 95      |

### Reprezentační
Platí k zápasu hranému 11. června 2024.

#### Reprezentační góly
Skóre a výsledky Ázerbájdžánu jsou vždy zapsány jako první. Góly Mahira Emreliho jsou zvýrazněny.
| Gól | Datum              | Místo                                         | Soupeř          | Skóre | Výsledek | Soutěž                                            |
| --- | ------------------ | --------------------------------------------- | --------------- | ----- | -------- | ------------------------------------------------- |
| 1.  | 29. května 2018    | Olympijský stadion, Baku, Ázerbájdžán         | Kyrgyzstán      | 2:0   | 3:0      | Přátelský zápas                                   |
| 2.  | 17. listopadu 2018 | Olympijský stadion, Baku, Ázerbájdžán         | Faerské ostrovy | 2:0   | 2:0      | Liga národů UEFA 2018/19                          |
| 3.  | 8. června 2019     | Neftçi Arena, Baku, Ázerbájdžán               | Maďarsko        | 1:2   | 1:3      | Kvalifikace na Mistrovství Evropy ve fotbale 2020 |
| 4.  | 6. září 2019       | Cardiff City Stadium, Cardiff, Wales          | Wales           | 1:1   | 1:2      | Kvalifikace na Mistrovství Evropy ve fotbale 2020 |
| 5.  | 13. června 2022    | Liv Bona Dea Arena, Baku, Ázerbájdžán         | Bělorusko       | 1:0   | 2:0      | Liga národů UEFA 2022/23                          |
| 6.  | 11. června 2024    | Haladás Sportkomplexum, Szombathely, Maďarsko | Kazachstán      | 1:2   | 3:2      | Přátelský zápas                                   |

## Úspěchy

#### Karabach
- Ázerbájdžánská Premier League: 2015/16, 2016/17, 2017/18, 2018/19, 2019/20
- Ázerbájdžánský pohár: 2015/16, 2016/17

Dinamo Záhřeb
- Prva HNL: 2021/22, 2023/24
- Chorvatský pohár: 2023/24
- Chorvatský Superpohár: 2023

Ázerbájdžán U23
- Islámské hry solidarity: 2017

Individuální
- Nejlepší střelec Ázerbájdžánské Premier League: 2018/19, 2019/20